# Halil Şerif Pasza
Halil Şerif Pasza (tur. Halil Şerif Paşa; ur. 1831 w Kairze, zm. 12 stycznia 1879 w Konstantynopolu) – osmański dyplomata i polityk pochodzenia egipskiego, kolekcjoner obrazów. Ambasador Imperium Osmańskiego w Atenach (1856–1861), Petersburgu (1861–1864), Wiedniu (1870–1872) i Paryżu (1877). Minister spraw zagranicznych (1872–1873) oraz minister sprawiedliwości (1876).

## Życiorys
Kształcił się w Paryżu, zajmował się także skupowaniem obrazów, a w 1855 roku otworzył egipskie stanowisko na Wystawie Światowej.
W 1856 roku uczestniczył w kongresie paryskim, od kwietnia 1856 do marca 1861 kierował osmańską ambasadą w Atenach. Następnie od września 1861 do stycznia 1864 przebywał w Petersburgu jako ambasador, osobiście miał przyjazne stosunki z carem Aleksandrem II. Wrócił jednak do Paryża z powodu tęsknoty za tym miastem, gdzie wynajął apartament przy Rue Taitbout oraz prowadził rozrzutny tryb życia. W latach 60. XIX wieku zlecił francuskiemu malarzowi Gustave’owi Courbetowi wykonanie obrazu zatytułowanego Pochodzenie świata. Posiadał liczną kolekcję obrazów, których autorami byli głównie francuscy malarze, m.in. François Boucher, Jean Baptiste Camille Corot, Gustave Courbet, Alexandre-Gabriel Decamps, Eugène Delacroix, Narcisse Virgilio Díaz, Jean-Auguste-Dominique Ingres, Prosper Marilhat, Constant Troyon oraz Antoine Watteau.
W 1867 roku Halil Şerif Pasza udał się do Konstantynopola z prośbą o otrzymanie posady ambasadora, na co osmańskie władze zgodziły się, pod warunkiem sprzedania jego kolekcji obrazów; nie wyraziły natomiast zgody na zabranie kolekcji do kraju. Do sprzedaży dzieł doszło w następnym roku.
W sierpniu 1870 roku objął funkcję ambasadora Imperium Osmańskiego w Wiedniu, piastował ją do września 1872; wrócił do kraju, by do marca 1873 kierować Ministerstwem Spraw Zagranicznych. W 1876 roku przez pięć miesięcy pełnił funkcję ministra sprawiedliwości, a rok później był ambasadorem w Paryżu.
Popierał koncept monarchii konstytucyjnej w Imperium Osmańskim oraz wspierał finansowo ruch młodoturków. Zmarł 12 stycznia 1879 roku z powodu udaru mózgu.

## Życie prywatne
Jego ojcem był Muhammad Szarif Pasza el-Kabir.
Wziął ślub z Jeane de Tourbe, z którą miał córkę Leylę; małżeństwo zakończyło się rozwodem.